# Seborga
Seborga (A Seborca o Sebórca in ligure) è un comune italiano di 285 abitanti della provincia di Imperia in Liguria.

## Geografia fisica

### Territorio
Il territorio comunale di Seborga è situato nell'entroterra tra Ospedaletti e Bordighera, alla sommità di un promontorio sul crinale boscoso che dal monte Bignone e monte Caggio digrada verso la costa; un tratto pianeggiante e circondato da un semicerchio di minori rilievi chiudono a settentrione le valli del rio Borghetto e del rio Sasso.
Tra le vette del territorio seborghino il monte Carparo (911 m), la Cima Ferrissoni (760 m), la Testa di Benzi (721 m), la Cima Crostiglioni (710 m) e la Costa del Montenero (590 m).

### Clima
Dal clima con estati fresche e inverni miti, Seborga gode di un'ottima posizione, sempre soleggiata e con ampie montagne alle sue spalle che la proteggono dai venti freddi del Nord. Il comune di Seborga ricade nella classificazione climatica E (i gradi giorno della città sono 2342).

## Storia
Esiste la copia di un documento datato al 954, in cui un marchese Guido, conte imperiale di Ventimiglia, in partenza per la Spagna per portare aiuto a re Alfonso (in subsidium illustris D.ni Ildefonsi, regis Hispanie) che combatteva contra perfidos Saracenos, avrebbe donato delle proprietà situate a Seborga e a Vallebona ai monaci benedettini dell'abbazia di Lerino. Nel documento vengono anche citati un "Luigi, imperatore dei Romani", Tommaso, comite Sabaudie (nonché fratre uxoris mee) e un Raimondo, marchione Montisferrati, ovvero personaggi e titoli inesistenti nell'anno 954..
Tuttavia, una donazione del feudo di Castrum Sepulchri di Seborga a Lerino, da parte di un Guido conte di Ventimiglia, non databile nel 954, sembra ritenuta valida nel corso di un processo risalente al 1177, conservato in copia conforme all'originale dell'anno 1305. Infatti, nella seconda metà del XII secolo il comune di Ventimiglia pretese che Seborga diventasse parte del proprio territorio. Iniziò quindi una causa con l'abate di Lerino e il 13 luglio 1177 fu emessa la sentenza da parte del vescovo di Ventimiglia e dei consoli ventimigliesi che riconobbero il lascito del conte Guido, in base all'atto di donazione (quod per privelugium bullatum bulla dicti comitis comprobabat) e alla testimonianza di dodici maggiorenti locali.
In passato l'atto del 1177 era stato considerato autentico, ma in tempi più recenti autori pongono in discussione anche l'atto del 1177 ritenendolo un falso dell'anno 1305.
Nel 1181 la Repubblica di Genova, che aveva esteso i suoi domini sino a Nizza, dichiarò di assumere la protezione delle isole di Lerino e quindi anche di Seborga; in realtà, di fatto Seborga continuò a dipendere politicamente e amministrativamente dalla Contea di Provenza. Tale situazione rimase immutata sino al Settecento, secoli comunque caratterizzati da continui litigi sull'entità dei confini di Seborga.
Nel 1666, la vigilia di Natale, l'abate commendatario Cesare Barcillon appaltò a Bernardino Bareste una zecca per la durata di cinque anni dietro a un corrispettivo di 740 lire all'anno. Vi si coniarono imitazioni del petit louis dal 1667 al 1671. Le monete recavano al dritto il busto di san Benedetto e al rovescio lo stemma ancora in uso. La circolazione di queste monete fu vietata dal duca di Savoia nel 1667 e le monete stesse furono stigmatizzate come fraudolente dal vescovo di Nizza nel 1672. Sono noti altri contratti di appalto della zecca nel 1679 e nel 1684, ma non sono noti prodotti di questi contratti successivi.

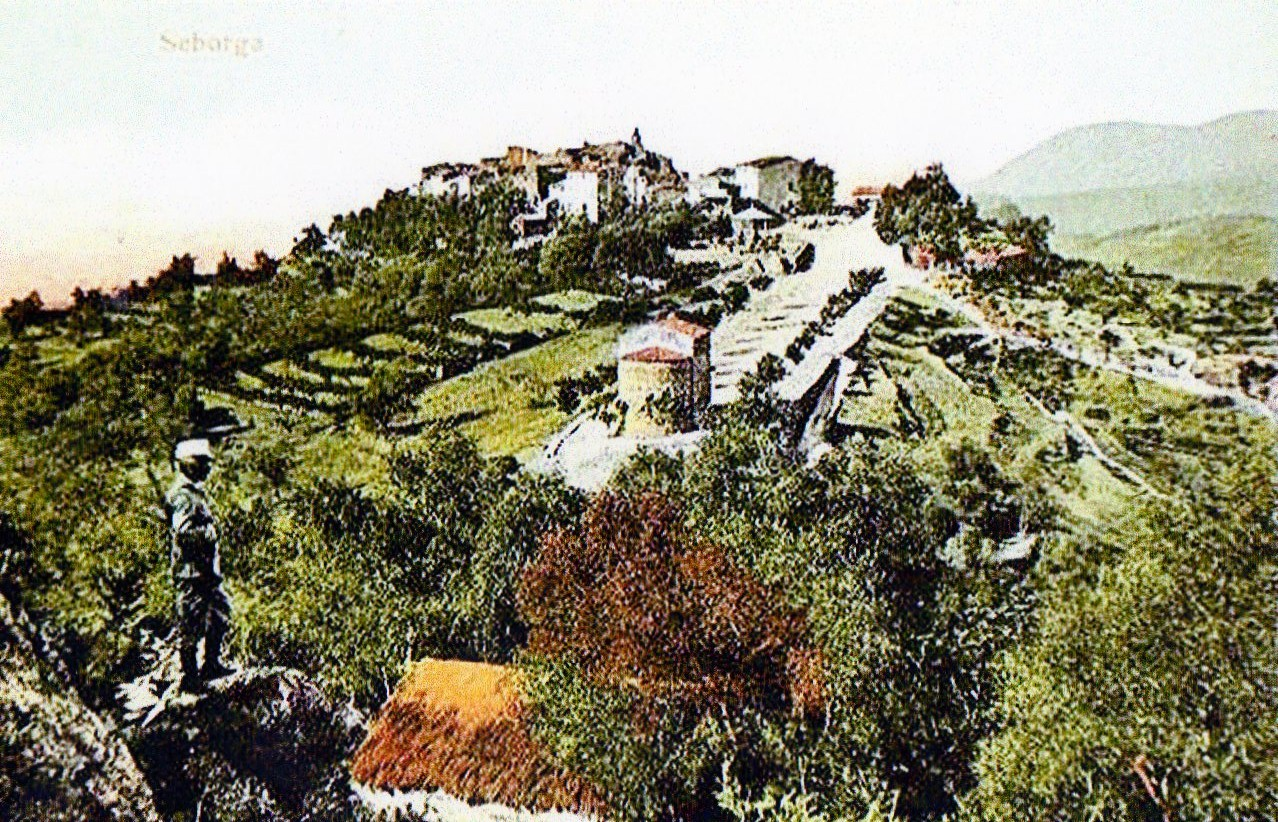
Seborga in una foto dei primi del Novecento

Nel 1697 Vittorio Amedeo II di Savoia fu sul punto di comprare il territorio di Seborga, ma l'opposizione dei Genovesi che fecero pressioni sul papa Innocenzo XII fece sì che la vendita si perfezionasse solo trent'anni dopo (il 31 gennaio 1729).
Nel 1793 Seborga entrò a far parte del cantone di Perinaldo, distretto di Mentone, dipartimento francese delle Alpi Marittime. Nel 1805 Seborga fu trasferita al cantone di Bordighera, nel nuovo distretto di Sanremo dello stesso dipartimento, esteso ad est per annessione di una parte della Repubblica Ligure..
Seborga entrò, con la Liguria, nel 1815 a far parte del Regno di Sardegna e, dal 1861 del Regno d'Italia.
Il 9 settembre 1944 Seborga fu bombardata dai nazifascisti impegnati in un attacco contro la Resistenza locale. Nel corso del bombardamento rimasero uccise cinque persone, dopodiché il paese venne rastrellato. In questa fase venne uccisa una sesta persona solo per essersi attardata a consegnare i documenti. Poco dopo altre cinque persone, tra cui due giovani sorelle, furono seviziate e giustiziate perché sospettate di essere partigiane.
Dal 1973 al 30 aprile 2011 ha fatto parte della Comunità montana Intemelia.

### Il "Principato di Seborga"

Bandiera del Principato di Seborga

A partire dagli anni cinquanta del XX secolo alcuni membri della comunità di Seborga hanno rivendicato un'indipendenza dalla Repubblica Italiana, in virtù di un presunto antico status di Principato di cui la località anticamente avrebbe goduto, ritenendo non valida l'annessione al Regno di Sardegna.
I cittadini di Seborga eleggono perciò anche un principe con funzioni prettamente simboliche: il ruolo è stato svolto dal 14 maggio 1963 fino al 25 novembre 2009, data della sua morte, da Giorgio Carbone (Giorgio I), dal 25 aprile 2010 al 10 novembre 2019 da Marcello Menegatto (Marcello I) e dal 10 novembre 2019 da Nina Menegatto (Nina), prima donna a ricoprire la carica. La principessa è coadiuvata da un consiglio dei ministri (Consiglio della Corona), privo di potere legale.
Il principato conia una moneta, chiamata luigino (nome ispirato a quello delle monete coniate nel XVII secolo), senza alcun valore legale, ma utilizzata come buono spendibile nel comune; ciò ha suscitato un certo interesse nel mondo del collezionismo numismatico. Il valore dato al cosiddetto luigino è fissato in 6 dollari statunitensi.
Seborga ha anche proprie "targhe automobilistiche" (SB) che, però, non possono essere utilizzate se non a latere di quelle italiane. Vengono poi distribuiti ai richiedenti "passaporti turistici" e "patenti di guida" recanti l'effigie e i timbri del principato che hanno unicamente funzione folcloristica e promozionale.
Studi storici recenti hanno dimostrato che molte delle affermazioni sulla legittimità di Seborga sono falsi storici, poiché l’atto di vendita del 1729 esiste ed è registrato e le sue ragioni di esistenza sono del tutto romanzate. Tuttavia il principato è ormai considerato una goliardia pittoresca e una trovata pubblicitaria per attirare turisti e investitori.
Il sedicente principato, analogamente alle altre micronazioni, non vanta alcun riconoscimento internazionale; l'Italia esercita de iure e de facto la giurisdizione sul territorio seborghino.
Al Principato di Seborga è dedicata una piastrella sul Muretto di Alassio.

### Simboli
Stemma
Gonfalone

Lo stemma e il gonfalone sono stati concessi con decreto del presidente della Repubblica del 9 febbraio 1994.

## Monumenti e luoghi d'interesse

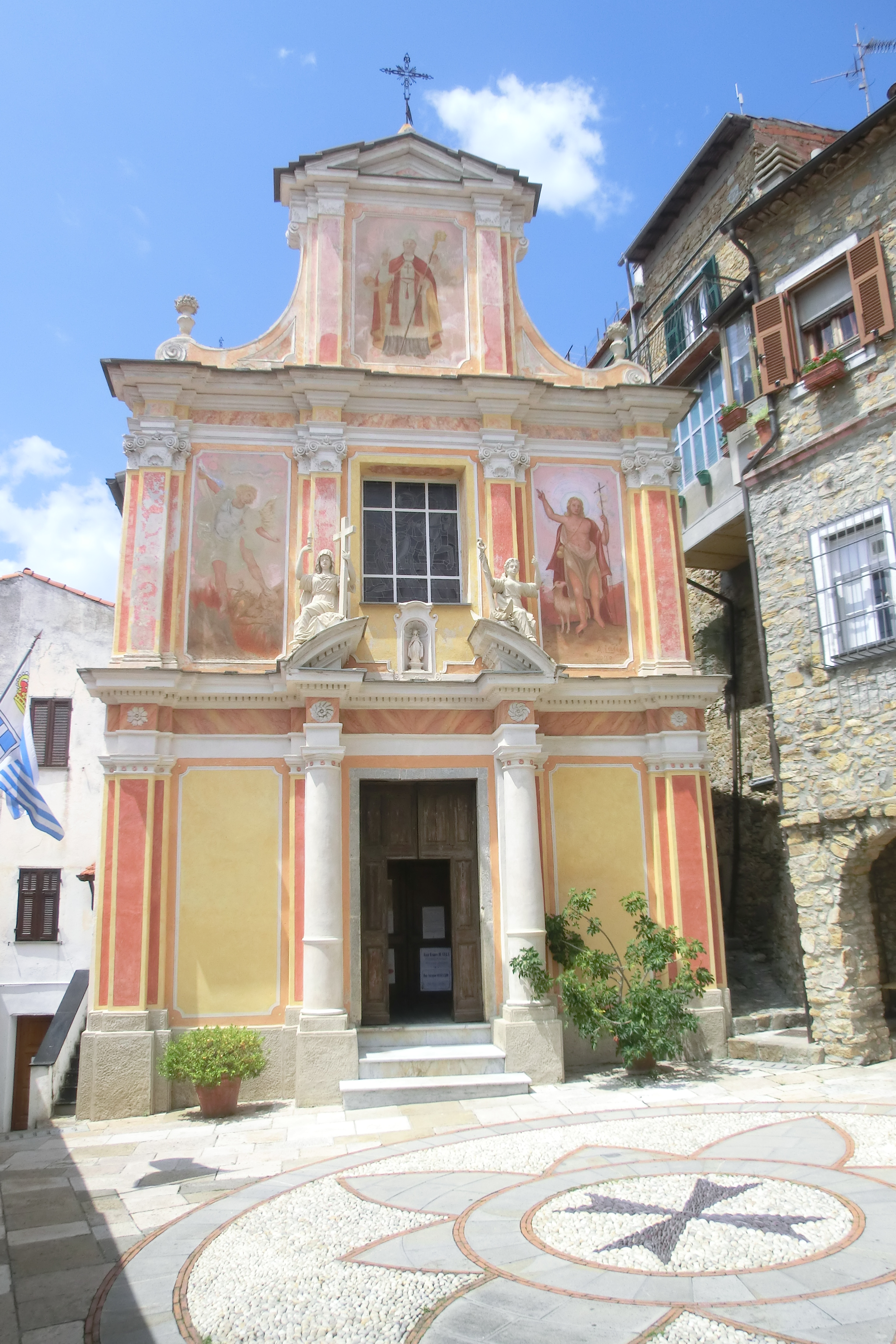
La chiesa di San Martino

### Architetture religiose
- Chiesa parrocchiale di San Martino di Tours. La prima fondazione dell'edificio di culto risale alla prima metà del XVII secolo[28]. La facciata, affrescata nel 1928 e in stile barocco, si presenta colorata su due ordini scandita da colonne e lesene e un'ampia vetrata al di sopra del portone d'ingresso. Oltre ad un calice datato al 1575[28], conserva una statua lignea raffigurante la Madonna col Bambino di manifattura provenzale o spagnola[28].
- Oratorio di San Bernardo. Al di fuori del centro storico, lungo la strada che conduce all'agglomerato di Negi, l'edificio ha origini antiche[28], probabilmente al XIV secolo, ma l'attuale struttura è il frutto della rivisitazione architettonica barocca. Tra le opere pittoriche conservate all'interno il dipinto cinquecentesco di San Bernardo con i santi Rocco, Lucia e Mauro.

### Architetture civili
- Palazzo dei monaci, antistante la parrocchiale di San Martino. Il palazzo fu l'antica dimora locale seicentesca dei monaci di Lerino e della zecca del principato e, dopo l'annessione al Regno di Sardegna, sede del municipio e delle scuole statali. Oggi l'edificio è di proprietà privata e convertito ad uso abitativo.
- In antichità l'accesso al nucleo storico di Seborga era chiuso da quattro porte: porta San Martino, porta San Bernardo, porta del Sole e una porta a nord della quale rimangono solo le tracce dei cardini.

## Società

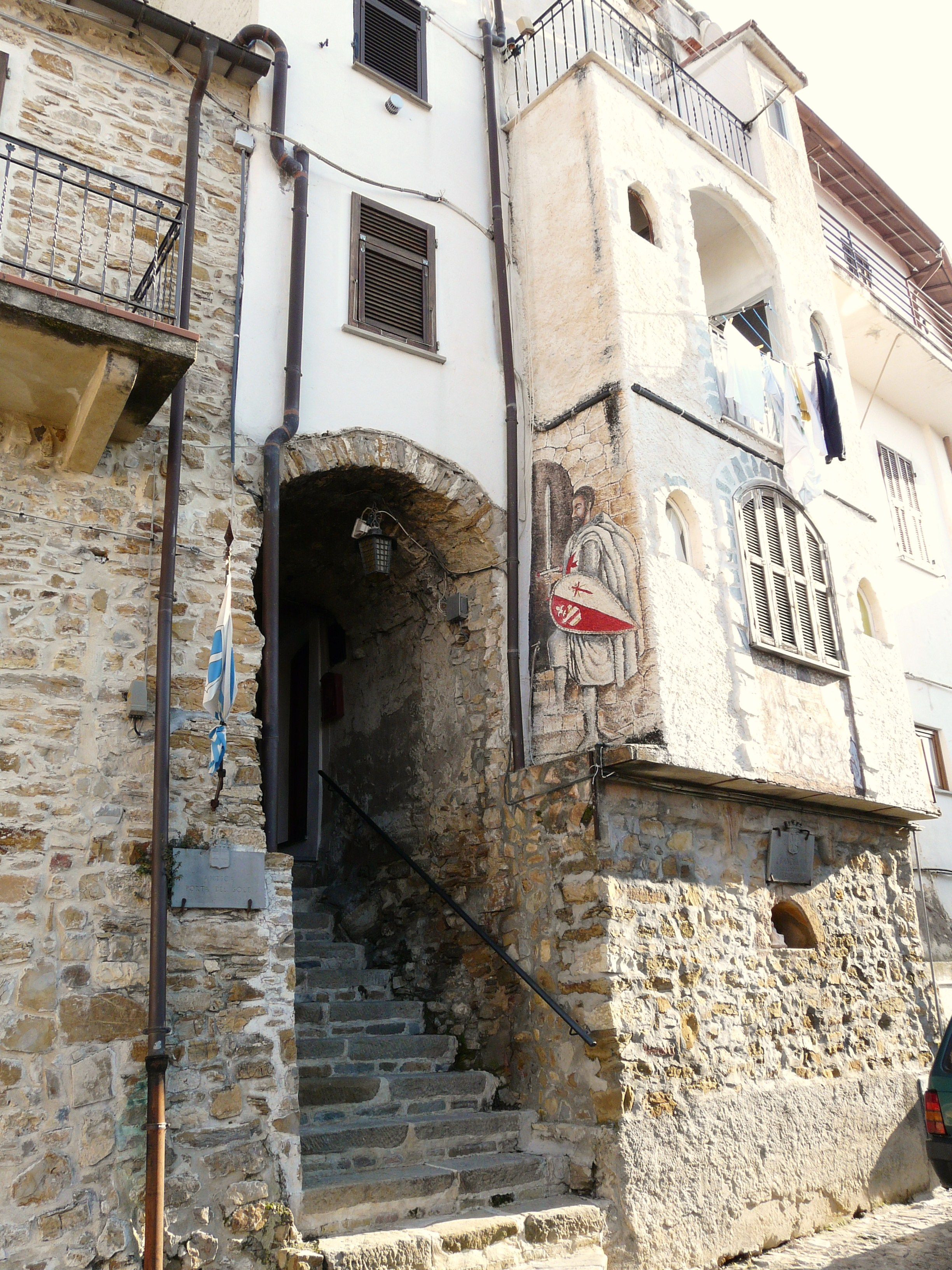
La porta del Sole

### Evoluzione demografica
Abitanti censiti

### Etnie e minoranze straniere
Secondo i dati Istat al 31 dicembre 2019, i cittadini stranieri residenti a Seborga sono 35.

## Geografia antropica

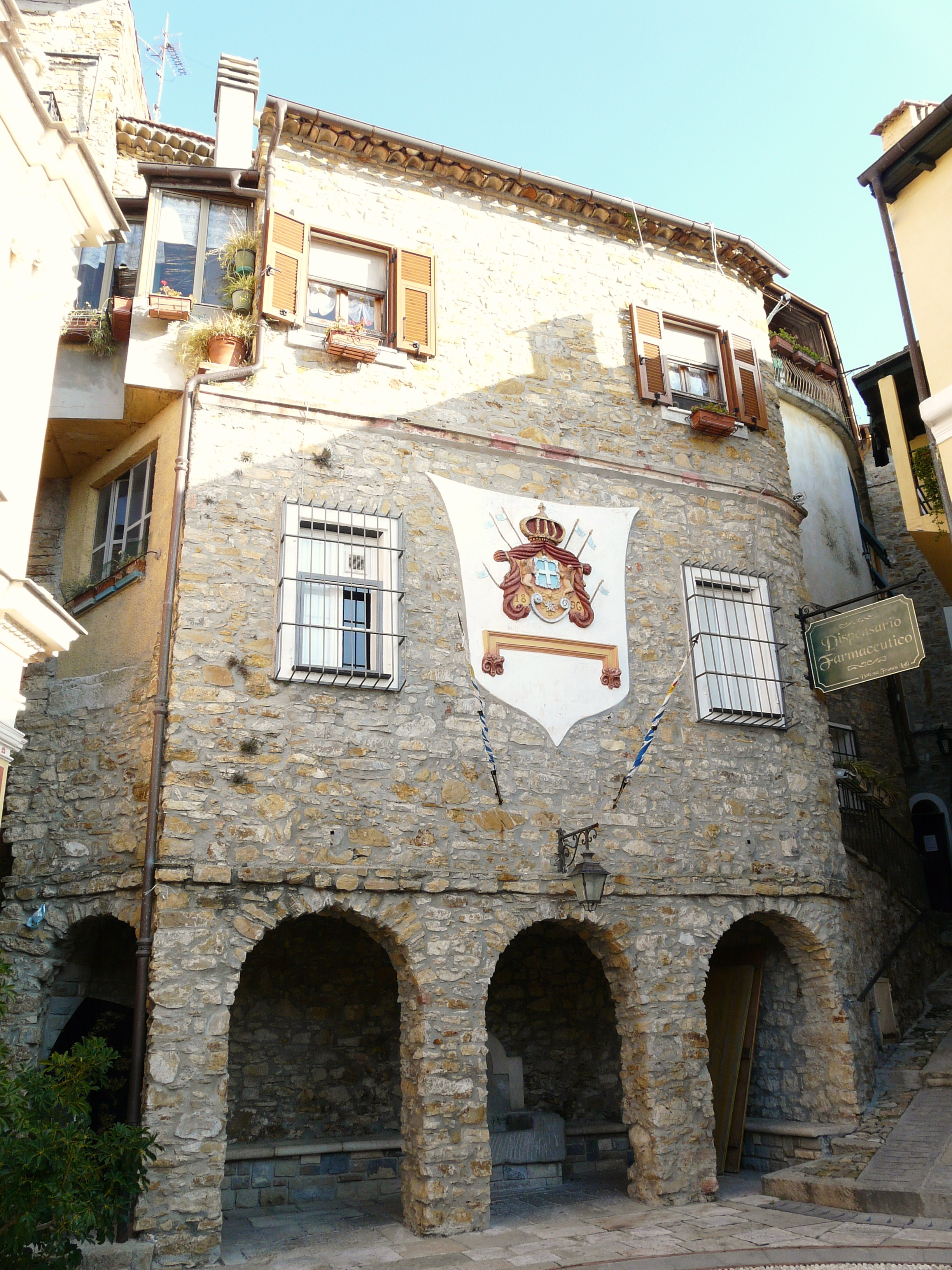
Il palazzo dei monaci, già sede della zecca seborghina.

Il territorio comunale è costituito dal solo capoluogo per una superficie territoriale di 4,87 km².
Confina a nord con i comuni di Perinaldo e Sanremo, a sud con Vallebona e Ospedaletti, ad ovest con Perinaldo e Vallebona, ad est con Sanremo.

## Sport
Nel paese è presente un centro sportivo all'interno del quale si trova un campo polivalente in sintetico per il calcio a 5, tennis e pallamano.
Il Principato ha una propria Federazione Calcistica, attiva dal 2014 ed affiliata alla NF-Board.

## Economia
Oltre che come meta turistica, Seborga è conosciuta per la sua attività agricola: in particolare, la coltivazione e raccolta delle olive e la produzione floricola, in particolare della mimosa. Il comune è stato insignito nel 2009 della Bandiera arancione dal Touring Club Italiano. Fa parte altresì dei Borghi più belli d'Italia.

## Infrastrutture e trasporti

### Strade
Il territorio di Seborga è attraversato dalla strada provinciale 57 che permette il collegamento stradale a sud con Vallebona e Sasso di Bordighera.

## Amministrazione

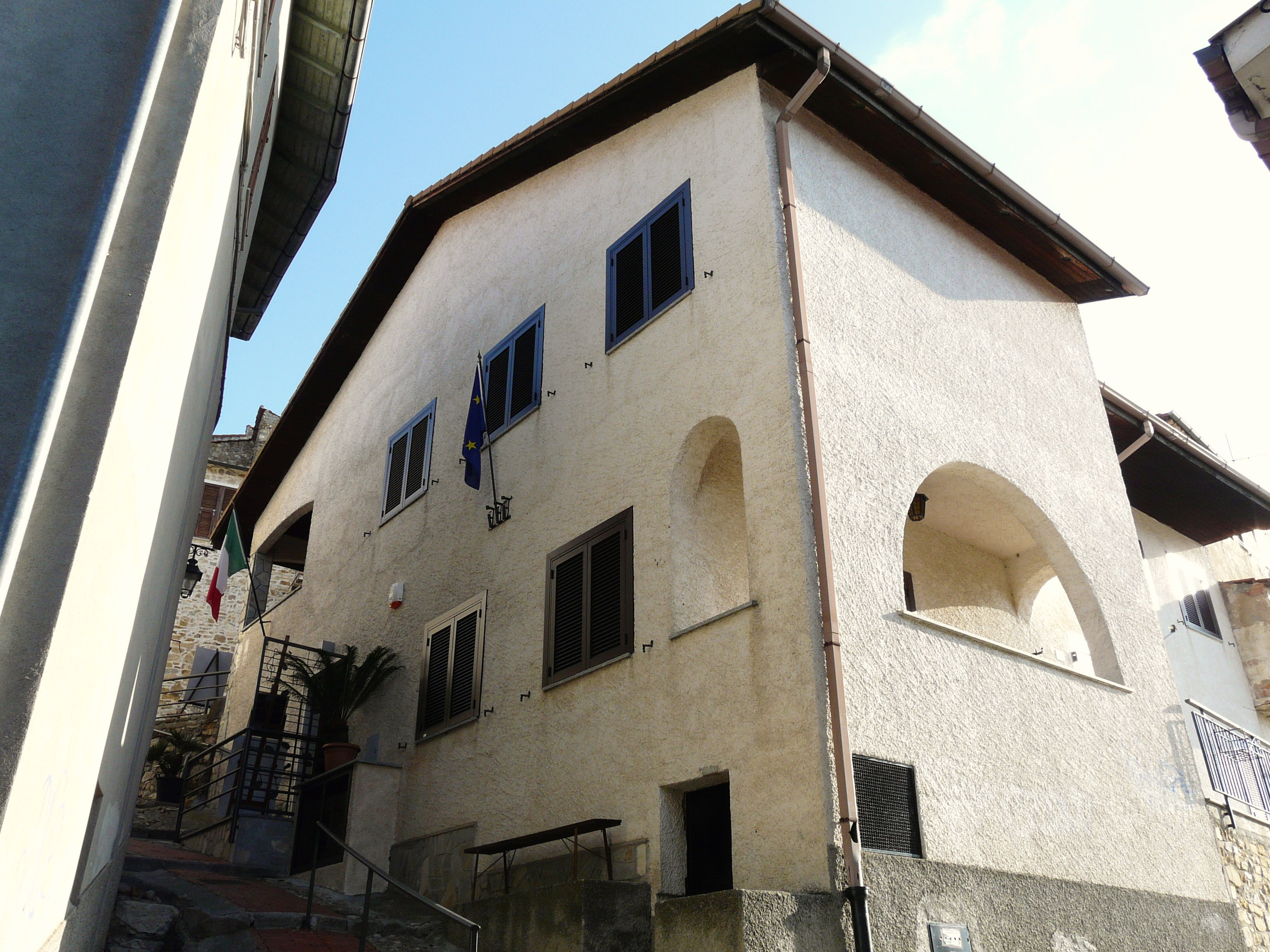
Il municipio

| Periodo         | Periodo         | Primo cittadino   | Partito                          | Carica      | Note   |
| --------------- | --------------- | ----------------- | -------------------------------- | ----------- | ------ |
| 21 luglio 1985  | 31 maggio 1990  | Walter Ferrari    | Democrazia Cristiana             | Sindaco     |        |
| 31 maggio 1990  | 24 aprile 1995  | Bruno Semeria     | Partito Socialista Italiano      | Sindaco     |        |
| 24 aprile 1995  | 8 novembre 1996 | Bruno Semeria     | lista civica di centro-sinistra  | Sindaco     | [ 34 ] |
| 8 novembre 1996 | 28 aprile 1997  | Davide Gozzini    | lista civica di centro-sinistra  | Vicesindaco | [ 35 ] |
| 28 aprile 1997  | 14 maggio 2001  | Davide Gozzini    | lista civica di centro-sinistra  | Sindaco     |        |
| 14 maggio 2001  | 30 maggio 2006  | Franco Fogliarini | Uniti per Seborga (lista civica) | Sindaco     |        |
| 30 maggio 2006  | 16 maggio 2011  | Franco Fogliarini | Uniti per Seborga (lista civica) | Sindaco     |        |
| 16 maggio 2011  | 5 giugno 2016   | Enrico Ilariuzzi  | Uniti per Seborga (lista civica) | Sindaco     |        |
| 5 giugno 2016   | 4 ottobre 2021  | Enrico Ilariuzzi  | Per Seborga (lista civica)       | Sindaco     |        |
| 4 ottobre 2021  | in carica       | Pasquale Ragni    | Progetto Seborga (lista civica)  | Sindaco     |        |

### Gemellaggi
Seborga è gemellata con:
- L'Escarène, dal 2003.